# جون جي هيبورن، أيداهو الثاني
جون جي هيبورن، أيداهو الثاني (بالإنجليزية: John G. Heyburn II)‏ (و. 1948 – 2015 م)هو محامي، وقاضي، ومنافس ألعاب القوى من الولايات المتحدة الأمريكية . ولد في بوسطن .

## التعليم
تعلم في جامعة هارفارد.